# Фітеро
Фітеро (ісп. Fitero) — муніципалітет в Іспанії, у складі автономної спільноти Наварра. Населення — 2222 особи (2009).
Муніципалітет розташований на відстані близько 240 км на північний схід від Мадрида, 85 км на південь від Памплони.

## Демографія
Динаміка населення (INE ):

## Галерея зображень

Розташування муніципалітету
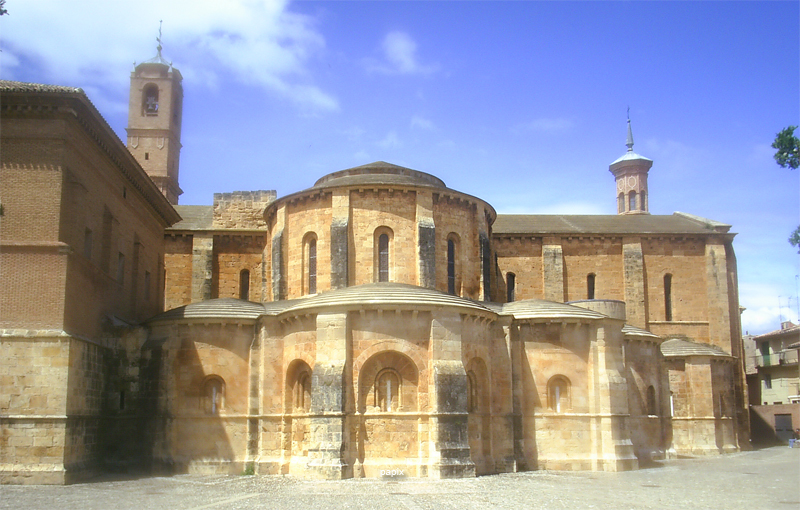
Монастир Санта-Марія-ла-Реаль
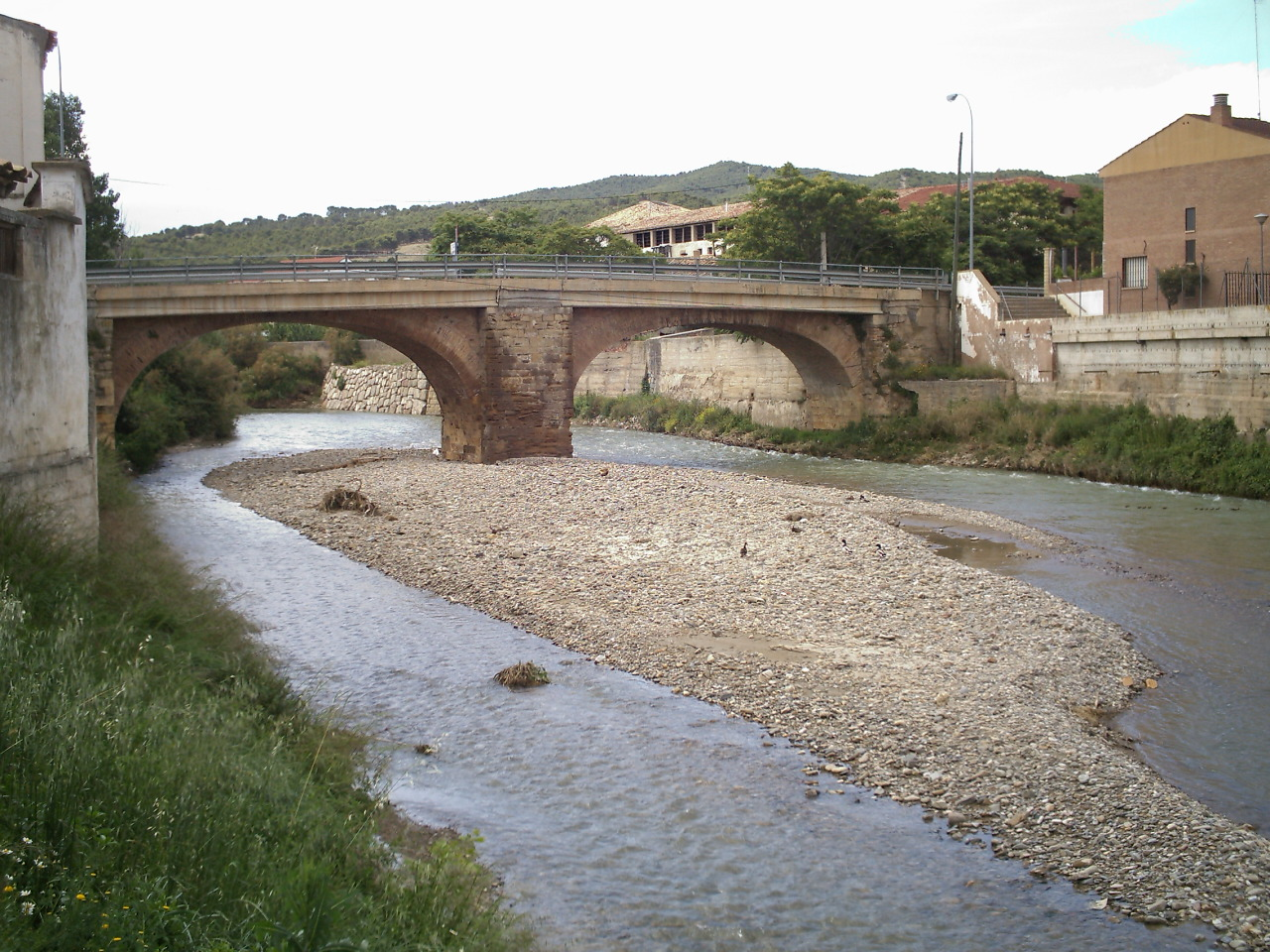
Річка Алама, Фітеро